# Марија де ла Есперанза од Бурбона-Две Сицилије и Орлеана
Марија де ла Есперанза од Бурбон-Две Сицилије и Орлеана (порт. Maria de la Esperanza de Bourbon-Duas Sicílias e Orleans; Мадрид, 14. јун 1914 — 8. август 2005) била је најмлађа ћерка принца Карлоса од Бурбон-Две Сицилије и његове супруге принцезе Лујзе од Орлеана. Супруг Марије Есперанзе , принц Педро Гастао од Орлеанс-Браганзе, био је један од двојице кандидата за бразилски трон и шеф огранка у Петрополису бразилске царске куће. Марија Есперанца је такође била тетка Хуана Карлоса I од Шпаније, сина њене сестре, принцезе Марије Мерцедес од Бурбона-Две Сицилије.

## Брак и питање
Марија Есперанца се удала за принца Педра Гастаа од Орлеана и Брагансе, сина принца Педра де Алкантаре од Орлеана и Брагансе и грофице Елизабете Сеженски Добрженски, 194. децембра 1994. године ., Шпанија. Марија Есперанца и Педро Гастао су имали шесторо деце:
- Принц Педро Карлос од Орлеана и Брагансе (рођен 31. октобра 1945. у Рио де Жанеиру)

∞ се удала за Ронија Куна де Соузу (20. марта 1938. у Сао Паулу – 14. јануара 1979. у Петрополису), ћерку Алфреда Куна де Соузе и Марије дас Гравас Мерцедес де Соузе, 2. септембра 1975. у Петрополису, са издањем:
- Педро Тијаго од Орлеана и Брагансе (рођен 12. јануара 1979. у Петрополису), бразилски принц, према присталицама тврдње огранка Петрополиса

∞ Патрициа Алекандра Браумеиер Брансцомбе (22. новембар 1964 - 21. новембар 2009. у Петрополису), ћерка Франка Брансцомбеа и Мариа Браумеиер, 16. јула 1981. у Фазенда Сао Гералдо, са издањем:
- Фелипе од Орлеана и Брагансе (рођен 31. децембра 1982.)

- Принцеза Марија да Глорија од Орлеана и Брагансе (рођена 13. децембра 1946. у Петрополису)

∞ Александар, престолонаследник Југославије (рођен 17. јула 1945. у Клариџу у Лондону), син Петра II од Југославије и принцезе Александре од Грчке и Данске, 1. јула 1972. у Виљаманрик де ла Кондеса, разведен 19. фебруара 1985. :
- Кнез Петар од Југославије (рођен 5. фебруара 1980. у Чикагу)

- Долорес Карађорђевич (рођена 2017.)

- Филип, наследни принц Југославије (рођен 15. јануара 1982. у Фолс Черчу) ∞ Даница Маринковић (рођена 1986. у Београду), ћерка сликара Милана „Циле“ Маринковића и његове супруге Зорице „Бебе“ Крупеж, 7. октобра 2017. у Београду, са проблемом:

- Принц Стефан од Југославије (рођен 25. фебруара 2018. у Београду)

- Принц Александар од Југославије (рођен 15. јануара 1982. у Фолс Черчу)

∞ Игнасио де Медина и Фернандез де Кордоба, 19. војвода од Сегорбеа и 20. гроф од Ривадавије (рођен 23. фебруара 1947. у Севиљи), син Рафаела де Медине и Вилалонге и Викторије Еугеније Фернандез де Кордоба, 19. октобра 1985. у Севиљи, са издањем.
- Сол де Медина и Орлеанс-Браганза, 54. грофица од Ампуриас (рођена 8. августа 1986. у Њујорку)
- Луна де Медина и Орлеанс-Браганза, 17. грофица од Рицла (рођена 4. маја 1988. у Њујорку)

- Принц Афонсо од Орлеанс-Браганза (рођен 25. априла 1948. у Петрополису)

∞ Марија Хуана Парехо и Гуручага (рођена 13. маја 1954. у Севиљи), ћерка Исидра Пареха и Марије Виторије Гуручаге, 3. јануара 1973. у Севиљи, разведена 1998. године, са питањем:
- Марија од Орлеана и Брагансе (рођена 4. јануара 1974. у Севиљи)
- Јулија де Орлеанс-Браганза (рођена 18. септембра 1977. у Петрополису)

∞ Силвиа-Амалиа Хунгриа де Силва Мацхадо (рођена 29. јула 1953. у Рио де Жанеиру) 19. новембра 2002. у Петрополису
- Принц Мануел од Орлеана и Брагансе (рођен 17. јуна 1949. у Петрополису)

∞ Маргарита Хафнер и Ланча (рођена 10. децембра 1945. у Малаги), ћерка Оскара Хафнера, 12. децембра 1977. у Малаги, разведена 1995. године, са питањем:
- Луиза де Орлеанс-Браганза (рођена 25. јула 1978. у Севиљи)
- Мануел од Орлеана и Брагансе (рођен 7. марта 1981. у Севиљи)

- Принцеза Кристина од Орлеана и Брагансе (рођена 16. октобра 1950. у Петрополису)

∞ Принц Јан Павел Сапиеха-Розански (рођен 26. августа 1935. у Варшави, Пољска), син кнеза Јана Андрзеја Сапиеха-Розанског, 16. маја 1980. у Петрополису, разведен 1988. године, са издањем:
- Принцеза Ана Тереза Сапиеха-Розански (рођена 25. маја 1981. у Петрополису)
- Принцеза Паола Сапиеха-Розански (рођена 26. априла 1983. у Лондону)

∞ Принц Константин Свиатополк-Цзетвертински (рођен 20. фебруара 1978. у Бриселу), 2012.
- Принц Франциско од Орлеанс-Браганза (рођен 9. децембра 1956.)

∞ Кристина Шмит-Печана (рођена 14. јануара 1953), ћерка Гауберта Шмита и Алис Печанха, 28. јануара 1978. у Петрополису, разведена, са проблемом:
- Франсиско од Орлеана и Брагансе (рођен 25. септембра 1979. у Петрополису)
- Марија Исабел од Орлеана и Брагансе (рођена 1982), која је рођена након другог брака свог оца

∞ Рита де Цассиа Ферреира Пирес (рођена 1961.) 1980. године, са издањем:
- Габриел од Орлеана и Брагансе (рођен 1989.)
- Мануела од Орлеана и Брагансе (рођена 1997.)